# 洪天路緊急月台
洪天路緊急月台（英語：Hung Tin Road Emergency Platform），代號385，位於香港新界元朗青山公路洪水橋段，鄰近洪天路及洪福邨。該月台只會在輕鐵服務受阻時使用，讓乘客在該月台轉乘緊急接駁巴士以便繼續行程。

## 車站結構

### 車站樓層
| 地面              | 月台 | \| 側式 · 開左邊车门 \| \| \| \| \| \| \| \| 輕鐵610綫、614綫、615綫、751綫、761P綫各站方向 \| 1 \| \| |   |  |
| 側式 · 開左邊车门 |      | |   |  |
|                   |      | 輕鐵610綫、614綫、615綫、751綫、761P綫各站方向                                                         | 1 |  |

### 車站月台

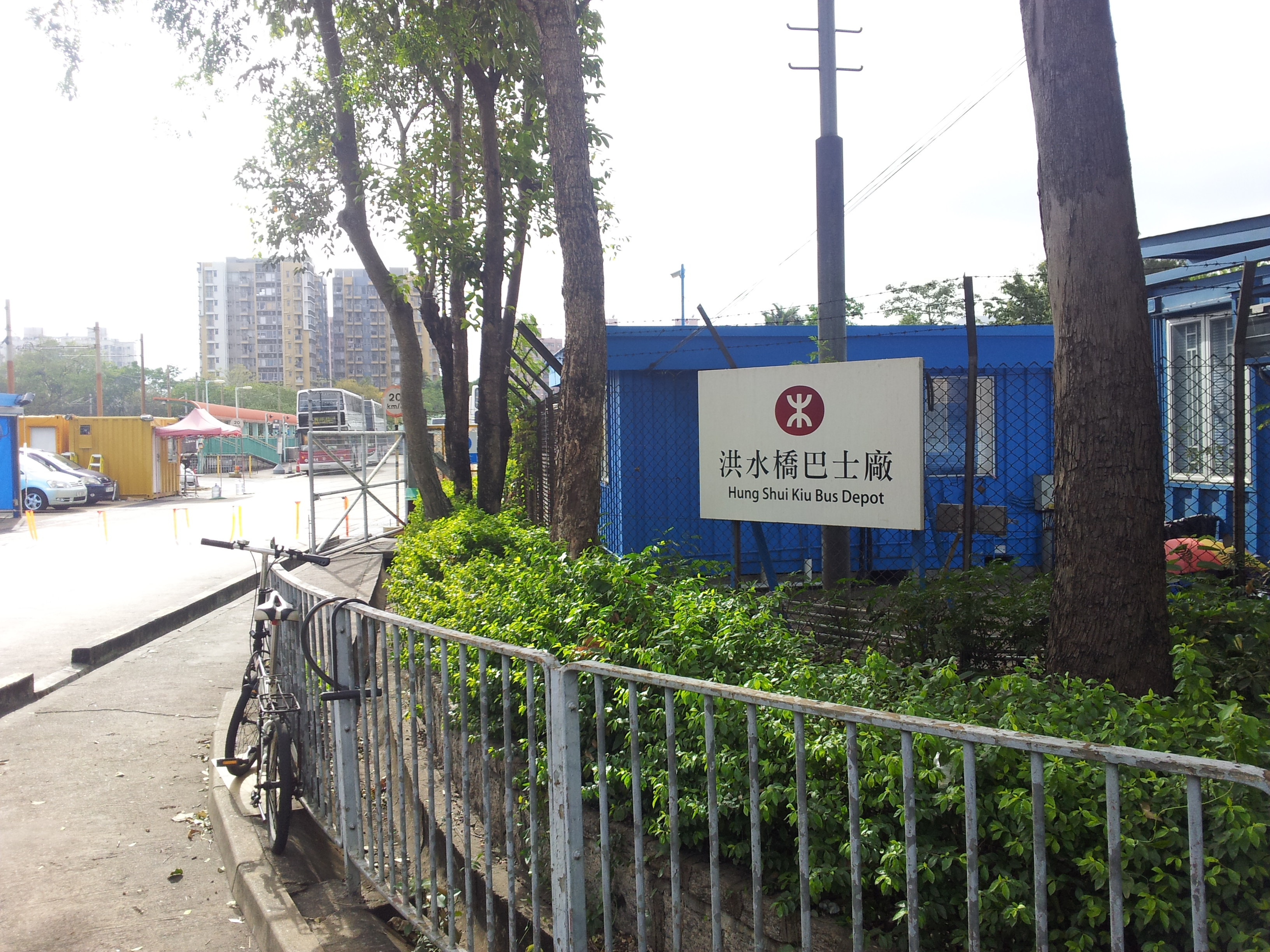
左方橙色上蓋的即為洪天路緊急月台

車站設有1個月台，供610、614、615、751及761P掉頭之用。
- 車站範圍內有緊急接駁月台。
- 車站設有出站收費器，以便為八達通使用者在不轉乘緊急接駁巴士而直接步行離開時，準確計算應付車費。
- 月台範圍作封閉式管理。一般情況下沒有有關許可證人士一律嚴禁進入。
- 本月台毗鄰「洪水橋巴士廠」，長期停放多輛港鐵巴士，方便緊急調動接載乘客。

### 車站周邊
- 洪天路

### 鄰接車站
輕鐵以下路線未能前往屯門／元朗／天水圍的其中一路段，下列的部份路線輕鐵車輛均會會轉入本月台調頭。

## 服務

### 輕鐵
如輕鐵系統發生任何緊急事故（如水浸、車輛故障、交通意外阻塞路段等事故）而未能前往屯門新市鎮／元朗新市鎮／天水圍新市鎮的其中一路段，受影響的輕鐵路線車輛均會轉入本月台作為總站調頭，改道後的路線如下：
- 往洪水橋（屯門方向）服務受阻
  - 610 元朗 － 洪天路緊急月台
  - 614 元朗 － 洪天路緊急月台
  - 615 元朗 － 洪天路緊急月台
  - 751 天逸 － 洪天路緊急月台
- 往塘坊村（元朗方向）服務受阻
  - 610 屯門碼頭 － 洪天路緊急月台
  - 614 屯門碼頭 － 洪天路緊急月台
  - 615 屯門碼頭 － 洪天路緊急月台
  - 761P 天逸 － 洪天路緊急月台
- 往坑尾村（天水圍方向）服務受阻
  - 751 友愛 － 洪天路緊急月台
  - 761P 元朗 － 洪天路緊急月台

在本緊急月台下車的乘客，須到緊急月台旁緊急巴士站轉乘緊急接駁巴士繼續前往受影響的輕鐵沿線各站。

## 接駁交通

### 港鐵巴士
| 編號   | 路線                          | 停泊車站 |
| ------ | ----------------------------- | -------- |
| K75P綫 | 天瑞 － 洪水橋 （循環綫）     |          |
| K75S綫 | 天水圍站 － 洪福邨 （循環綫） |          |

## 上蓋物業
於1996年11月，九鐵公司曾向某地產商，批出洪天路緊急月台的上蓋發展權。該項目原定可建住宅面積為111,484平方米，另附1,858平方米商場。然而，該發展商於2000年尾放棄此項目，全數1,800萬前期成本均由九鐵支付。
直至目前為止，港鐵公司未有再推出此項目的時間表。

## 外部連結
- 港鐵公司－輕鐵街道圖 （页面存档备份，存于）
- 港鐵公司－輕鐵行車時間表 （页面存档备份，存于）